# Wojna o sukcesję austriacką

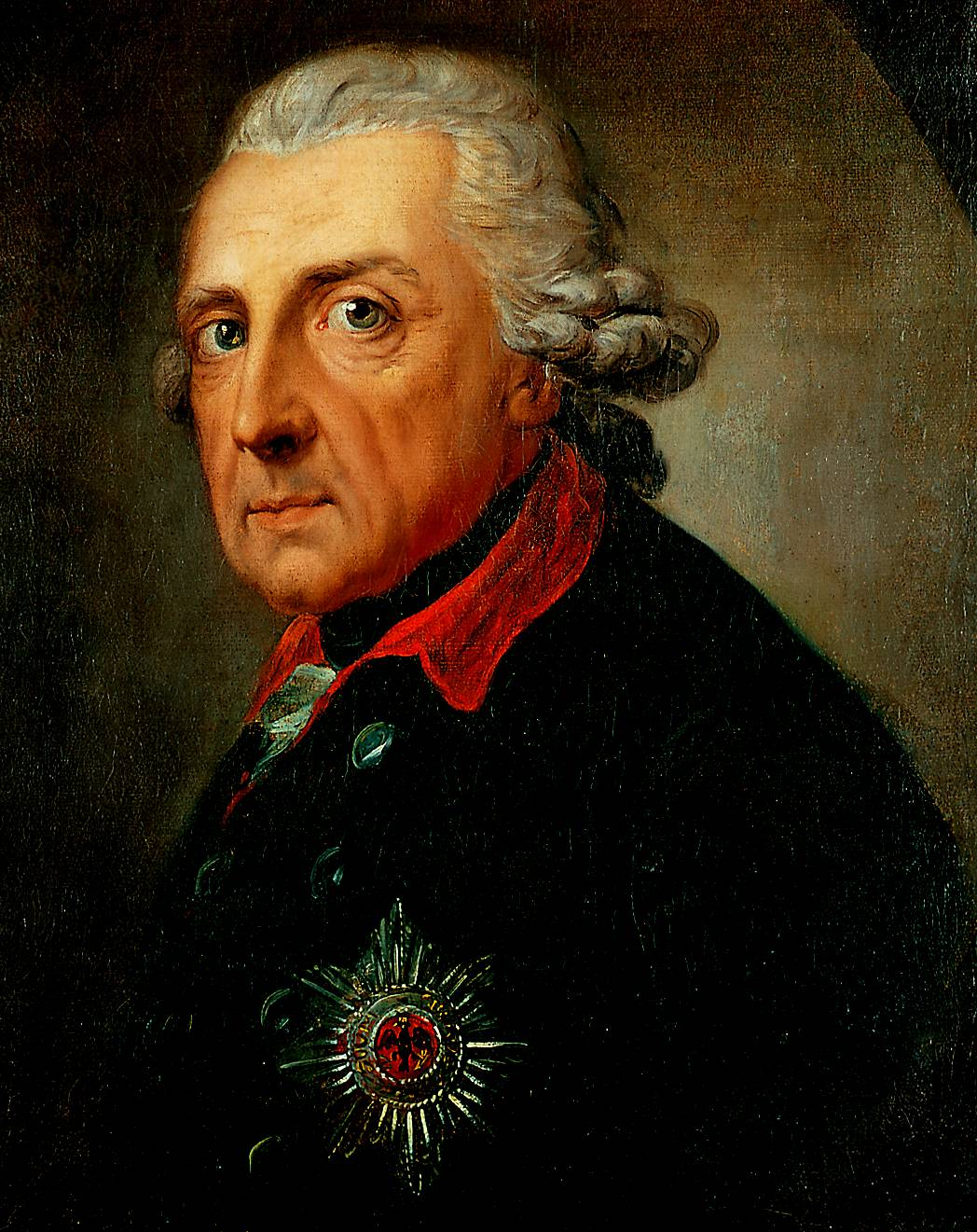
Król Prus Fryderyk II Wielki

Wojna o sukcesję austriacką – wojna toczona w latach 1740–1748 pomiędzy Prusami, Francją, Hiszpanią i Bawarią a Austrią, Saksonią i Sardynią.
Była spowodowana wstąpieniem na tron austriacki kobiety, Marii Teresy, i nieuznaniem przez Prusy sankcji pragmatycznej cesarza Karola VI.
Wojna została rozpoczęta najazdem Prus na Śląsk i zdobyciem go rok później. W 1746 z Austrią sprzymierzyła się Rosja, która wysłała swój korpus interwencyjny nad Ren. Wojna zakończyła się utratą Śląska przez Austrię, która oddała go Prusom na mocy pokoju w Akwizgranie podpisanego w 1748. Zdobycie Śląska, jednej z najbogatszych prowincji Cesarstwa, było jednym z ważniejszych czynników powodujących przekształcenie się Prus w mocarstwo europejskie. Wojna spowodowała ostateczne załamanie się systemu powstałego po pokoju westfalskim.

## Przebieg wojny
Cesarz Karol VI zasłabł na polowaniu w październiku 1740 r. Zmarł 20 października. Sankcja pragmatyczna wskazywała wprawdzie następców zmarłego cesarza w osobach Marii Teresy i jej męża, ale sukcesja w krajach dziedzicznych wciąż była niepewna. W takiej sytuacji pomoc małżonkom zaproponował król Prus Fryderyk II Wielki. Zapłatą za nią miał być Śląsk, który Fryderyk, nie pytając nikogo o zgodę, zagarnął w ciągu dwóch miesięcy, między grudniem 1740 a lutym 1741 r. Maszerująca przeciwko Prusakom armia marszałka Neipperga została 10 kwietnia 1741 r. pobita pod Małujowicami. Klęska austriacka umożliwiła zabór Śląska. Co gorsza dla nowej królowej, inne kraje, które wcześniej uznały sankcję pragmatyczną, również zechciały wzbogacić się kosztem Austrii.
Sukces Prus przypomniał niektórym monarchom o ich prawach do wiedeńskiego tronu. Dynastyczne tytuły mieli mężowie córek Józefa I, starszego brata Karola VI. Byli to elektor bawarski Karol Albert i elektor saski, a równocześnie król Polski, August III. Na habsburskie posiadłości we Włoszech wciąż łakomym okiem patrzyła Hiszpania, gdzie królowa Elżbieta Farnese uporczywie kierowała ku sprawom Italii myśli swojego męża. Król Sardynii Karol Emanuel III wciąż miał ambicję podbić Lombardię. Dążenia te popierała Francja, gdzie przewagę na dworze uzyskała partia wojenna z marszałkiem Belle-Isle. Dzięki staraniom Belle-Isle’a zawarto traktat rozbioru ziem habsburskich.
Fryderyk II miał otrzymać Dolny Śląsk, podczas gdy Górny Śląsk i Morawy miały przypaść Augustowi III, a elektor bawarski otrzymywał Czechy, Górną Austrię i Tyrol oraz koronę cesarską. Austria była w tym konflikcie początkowo odosobniona. Nie mogła liczyć na pomoc Rosji, uwikłanej w wojnę ze Szwecją. Wielka Brytania, Hanower i Holandia stały po stronie Marii Teresy, ale ograniczały się tylko do wsparcia finansowego.
Koalicja tymczasem nie próżnowała. Na jesieni 1741 r. elektor bawarski zajął Górną Austrię i Czechy, a 24 stycznia 1742 r. został wybrany cesarzem. W tej sytuacji Marii Teresie pomogła obawa Fryderyka II przed nadmiernym wzrostem potęgi elektora bawarskiego oraz chęć zatrzymania przez Prusy całego Śląska. Dzięki pośrednictwu angielskiej dyplomacji Maria Teresa zawarła z Fryderykiem rozejm. Ponadto królowa znalazła silne oparcie na Węgrzech, gdzie podczas koronacji 18 maja 1741 r. obiecała przywrócenie dawnych swobód. Za sprawą Jánosa Pálffy’ego Węgrzy wystawili liczną armię.
W pierwszych miesiącach 1742 r. Austriacy ruszyli do kontrofensywy. Odzyskali Górną Austrię i zajęli prawie całą Bawarię. Tymczasem Fryderyk II zerwał rozejm i współdziałając z Sasami zaatakował Czechy i Morawy. 17 maja 1742 r. zadał wojskom austriackim klęskę pod Chotusicami. Maria Teresa została zmuszona do podpisania 11 czerwca we Wrocławiu pokoju oddającego Prusom Śląsk (oprócz księstw cieszyńskiego i opawskiego) oraz ziemię kłodzką. W ślad za Prusami z wojny wycofała się również Saksonia. W efekcie Austriacy odzyskali Czechy. Tak zakończyła się I wojna śląska. 12 maja 1743 r. Maria Teresa koronowała się w Pradze na królową Czech.
Do niewielkich działań doszło również we Włoszech. Karol Emanuel lawirował między Francją i Austrią. Ostatecznie desant wojsk hiszpańskich w Italii na przełomie 1741 i 1742 r. sprawił, że zbliżył się do Marii Teresy. We wrześniu 1743 r. zawarł sojusz z Austrią za cenę obietnicy Piacenzy i części Lombardii. W 1743 r. do wojny włączyła się również Wielka Brytania. We Francji doszła do głosu partia wojenna. W październiku 1743 r. podpisano pakt familijny z Hiszpanią, a armia francuska wkroczyła do austriackich Niderlandów. Austriacy zrezygnowali z obrony Belgii i przenieśli działania wojenne nad Ren. Zagrozili nawet Alzacji.
W roku 1744 po ataku Austriaków na Neapol armia francusko-hiszpańska uderzyła na Piemont, gdzie w bitwie pod Bassignana nad Tanaro rozbiła wojska sardyńskie i austriackie, po czym zajęła Parmę i Modenę. 
W tej sytuacji do wojny przystąpił ponownie Fryderyk II, którego zaniepokoił wzrost austriackiej potęgi w Niemczech (II wojna śląska). Fryderyk sprzymierzył się z cesarzem Karolem i jesienią 1744 r. uderzył na Czechy i zajął Pragę. Austriacy musieli opuścić Bawarię, ale wyprawa Fryderyka do Czech zakończyła się niepowodzeniem i odwrotem armii pruskiej. Zachęcona tym Austria zawarła sojusz z Saksonią i uderzyła na Śląsk. Fryderyk obronił jednak swoją zdobycz odnosząc zwycięstwo nad połączonymi wojskami austriacko-saskimi pod Dobromierzem 4 czerwca 1745 r. Następnie Fryderyk najechał Saksonię. 25 grudnia 1745 r. Maria Teresa podpisała pokój w Dreźnie, który powtarzał warunki pokoju wrocławskiego.
20 stycznia 1745 r. zmarł cesarz Karol VII. Nowy elektor bawarski Maksymilian III Józef, mimo nacisków francuskich, poparł kandydaturę Franciszka Stefana, którego wybrano cesarzem 13 września.
Francuzi opanowali tymczasem austriackie Niderlandy. Hiszpański infant Filip zajął we Włoszech Piemont i część Mediolanu. Po zawarciu w Dreźnie pokoju kończącego II wojnę śląską Austria całą swoją uwagę skupiła na Włoszech, gdzie naprzeciwko sprzymierzonej z Austrią Sardynii stanęły siły francusko-hiszpańskie (ok. 40 000 ludzi), dowodzone przez generałów Gagesa oraz Mailleboisa. Austriakami w sile 30 000 żołnierzy dowodził feldmarszałek książę Józef Wenzel von Lichtenstein. W bitwie pod Piacenzą dnia 16 czerwca 1746 r. armia francusko-hiszpańska została rozbita, a Austriacy zajęli Mediolan i Piemont. W tym samym roku Austriacy zdobyli Genuę i zagrozili granicom Francji. Zostali jednak rychło wyparci przez ludowe powstanie. Jednocześnie w 1746 zmarł Filip V i Hiszpania straciła zainteresowanie sprawami włoskimi.
W roku 1747 Francuzi podjęli co prawda próbę kontrofensywy na Piemont, jednak w bitwie z Sardyńczykami na wzgórzu Assietta doznali tak poważnych strat, że odstąpili od zamiaru zajęcia tego terytorium. 
Wyczerpująca wojna została zakończona 18 października 1748 r. przez pokój w Akwizgranie. Austria utraciła Śląsk na rzecz Prus oraz księstwo Parmy i Piacenzy (i Guastalii) na rzecz hiszpańskiego infanta Filipa. Karol Emanuel III otrzymał obszary Vighery i Nowarry. Oznaczało to w praktyce zakończenie półwiecza wojen we Włoszech. Monarchia Habsburgów utrzymała się, a armie austriackie wykazały swoją wartość na polach bitew. Maria Teresa w istocie jednak nigdy nie pogodziła się z utratą Śląska, co było jedną z przyczyn wybuchu III wojny śląskiej.

## Chronologia wojny
- bitwa pod Małujowicami (10 kwietnia 1741) (I wojna śląska)
- bitwa pod Chotusicami (17 maja 1742) (I wojna śląska)
- bitwa pod Dettingen (27 czerwca 1743)
- bitwa pod Velletri (1744)
- bitwa pod Fontenoy (11 maja 1745)
- bitwa pod Dobromierzem (4 czerwca 1745) (II wojna śląska)
- bitwa pod Soor (30 września 1745) (II wojna śląska)
- bitwa pod Kesselsdorf (15 grudnia 1745) (II wojna śląska)
- bitwa pod Piacenzą (16 czerwca 1746)
- bitwa pod Rottofreddo (12 sierpnia 1746)
- bitwa pod Roucoux (11 października 1746)
- I bitwa morska pod Finisterre (14 maja 1747)
- bitwa pod Lauffeldt (2 lipca 1747)
- II bitwa morska pod Finisterre (25 października 1747)